# ハイチの国旗
ハイチの国旗は、1986年2月25日に制定された。市民旗には紋章が無い。
現在使われている赤と紺色の二色旗は、宗主国であるフランスに対する蜂起の際にトリコロールの白色部分を取り除いたものを旗印に使用したのが始まりである。
フランソワとジャン＝クロードのデュヴァリエ父子による独裁政権下にあった1964年5月25日から1986年2月25日までは、現在とは異なり黒人を意味するとされる黒と赤の垂直二色旗を採用していた。

? 市民旗
? 縦横比2:3の別タイプ

## 歴代の国旗

?ハイチ反乱勢力の旗(1791年 - 1798年)
?ハイチ反乱勢力の旗(1803年 - 1804年)
?ハイチ反乱勢力の旗(別の仕様、1803年 - 1804年)
?第一次ハイチ帝国の国旗(1804年 - 1806年)
?ハイチ国の国旗(1806年 - 1807年)
? ハイチ王国の国旗(1811年 - 1820年)
?第二次ハイチ帝国の国旗(1849年 - 1859年)
?1807年 - 1964年の国旗
?1807年 - 1964年の民用旗
?デュバリエ父子独裁政権下の国旗(1964年 - 1986年)
?デュバリエ父子独裁政権下の民用旗(1964年 - 1986年)